# Mönchsquelle
Die Mönchsquelle, mitunter auch Mönchsbrunnen, ist eine kleine Wiesenquelle bei
Großwechsungen in der Gemeinde Werther im Landkreis Nordhausen (Thüringen).

## Lage
Die Mönchsquelle, die stärkste Quelle des Röstegrabens, liegt ca. 1,6 km Luftlinie südöstlich von Großwechsungen in einer ländlich geprägten Region des Nordthüringer Hügellandes.

## Bildergalerie

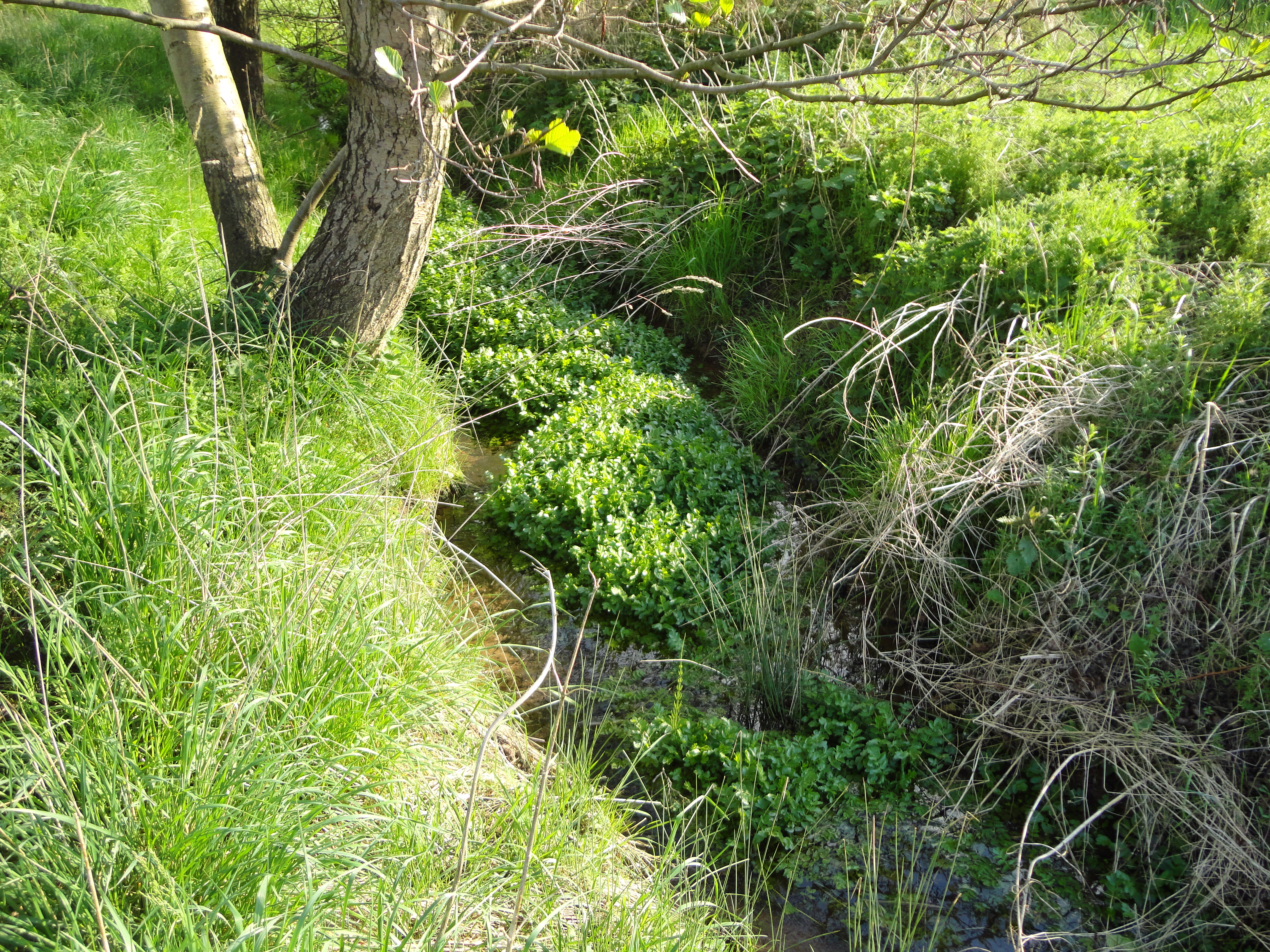
Ablauf der Mönchsquelle
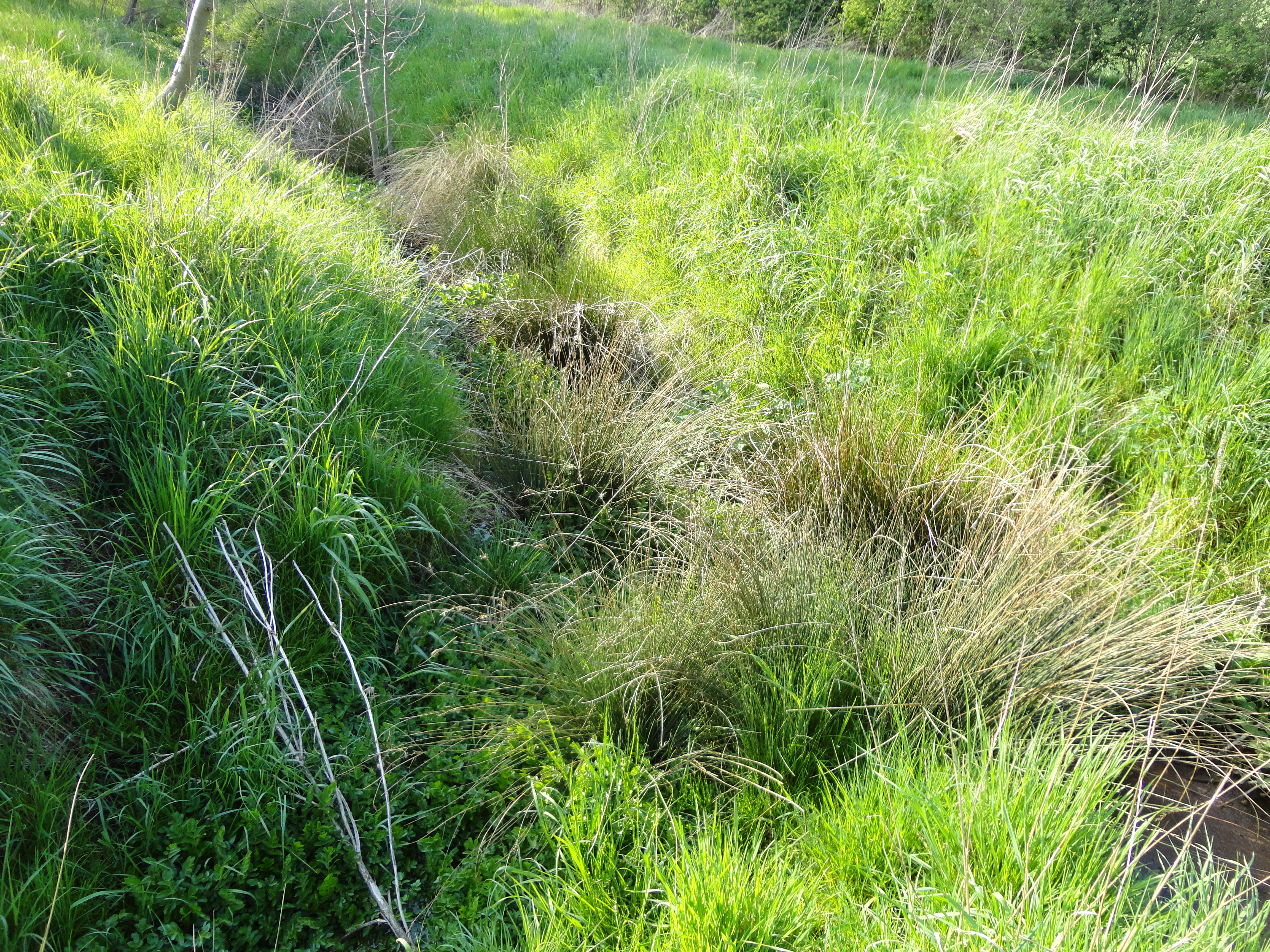
Mündung der Mönchsquelle (von hinten links) in den Rötegraben